# Сура Аль-Інфітар
Сура Аль-Інфітар (араб. سورة الانفطار‎) або Розколювання — вісімдесят друга сура Корану. Мекканська, містить 19 аятів.

## Текст
Переклад Михайла Якубовича

1. Коли небо розколеться,
2. і коли зорі посиплються,
3. і коли моря зіллються,
4. і коли могили перекинуться —
5. дізнається душа, що вона зробила й чого не зробила.
6. О людино! Що ж спокусило тебе щодо Господа твого Щедрого,
7. Який створив тебе й розмірив образ твій, і впорядкував тебе
8. в такому вигляді, в якому побажав Господь твій?
9. Але ж ні! Ви все ж заперечуєте Суд!
10. Та, воістину, над вами є наглядачі -
11. благородні писарі,
12. які знають те, що ви робите!
13. Воістину, праведники опиняться у блаженстві!
14. А грішники, воістину, опиняться у пеклі!
15. Увійдуть вони туди в Судний День!
16. І не зможуть вони уникнути цього!
17. Звідки тобі знати про те, що таке Судний День?
18. І ще раз: звідки тобі знати про те, що таке Судний День?
19. Це — День, коли жодна душа не зможе допомогти іншій, а рішення в той День буде належати Аллагу!